# Muursporig spleetkooltje
Het muursporig spleetkooltje (Hysterobrevium mori) is een schimmel behorend tot de familie Hysteriaceae. Het leeft saprotroof op takken van dood loofhout.

## Kenmerken
De sporen zijn goudbruin met roze highlights en meten 18-25 × 7-10 µm.

## Verspreiding
Het muursporig spleetkooltje komt voor in Noord-Amerika en Europa. In Nederland komt het muursporig spleetkooltje vrij zeldzaam voor.

## Foto's

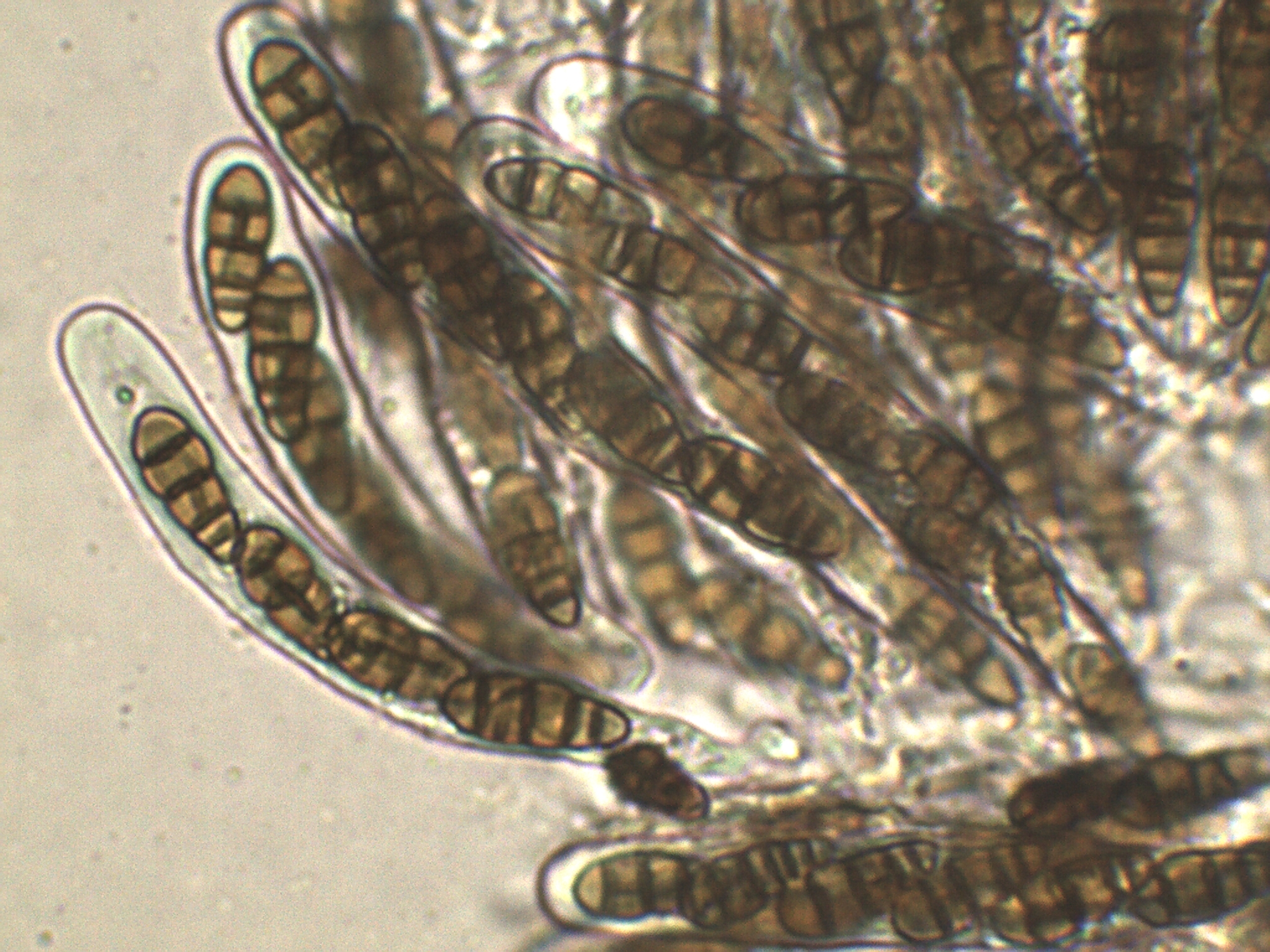
Muurvormige sporen
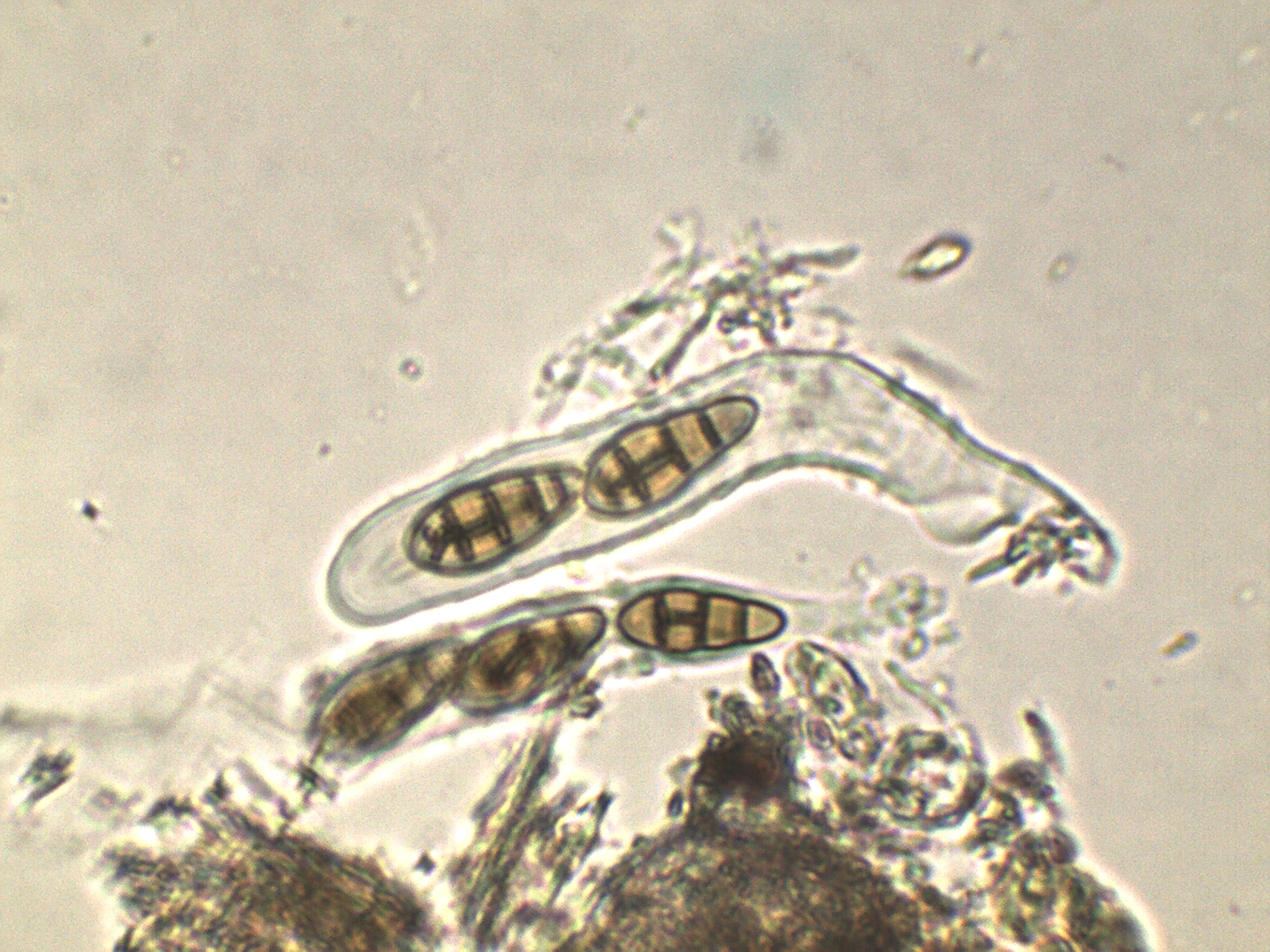
Muurvormige sporen